# Beautor
Beautor é uma comuna francesa na região administrativa de Altos da França, no departamento de Aisne. Estende-se por uma área de 7,44 km². Em 2010 a comuna tinha 2 735 habitantes (densidade: 367,6 hab./km²).